# Markus Weiß-Latzko
Markus Weiß-Latzko (* 6. Juli 1984) ist ein deutscher Leichtathlet.
Er begann seine sportliche Karriere als Mittelstreckenläufer und Crossläufer und lief 2011 beim Berlin-Marathon zum ersten Mal die Marathondistanz. Als bester deutscher Läufer erzielte er dabei in 2:19:03 Stunden eine deutsche Jahresbestzeit. Seit 2013 startet Weiß-Latzko für das Sparda-Team Rechberghausen.
Der Jurist arbeitet als Doktorand an der Universität Tübingen.

## Persönliche Bestleistungen
- Halbmarathon: 1:05:50 h (2012)
- Marathon: 2:18:06 h (2012)